# Комарніцький Олександр Борисович
Комарніцький Олександр Борисович (нар. 23 лютого 1974, Пижівка) — український історик, краєзнавець. Доктор історичних наук, професор, заступник декана з наукової роботи та міжнародних зв’язків Кам'янець-Подільського національного університету імені Івана Огієнка.

## Біографія
Народився 23 лютого 1974 р. у с. Пижівка Новоушицького району Хмельницької області у сім’ї колгоспників. 
У 1989 р. закінчив Пижівську неповну середню школу. У 1989 р. вступив до Балинського училища-радгоспу, де оволодів професією майстра сільського будівництва. У 1992-1993 р. працював у колгоспі «Україна» (с. Пижівка) будівельником. У 1993-1998 рр. навчався на історичному факультеті Кам’янець-Подільського державного педагогічного університету. Після завершення навчання і отримання фаху вчителя історії та правознавства, служив у Збройних Силах України. 
Після демобілізації (1999 р.) працював керівником авіамодельного гуртка Кам’янець-Подільської станції юних техніків. У жовтні 1999 р. обійняв посаду завідувача навчального корпусу № 2. У 2001 р. вступив до аспірантури К-ПДПУ. 
З листопада 2001 р. по січень 2002 р. – директор Кам’янець-Подільського міського державного архіву. У січні 2002 р. – серпні 2012 р. обіймав посаду помічника ректора Кам’янець-Подільського національного університету імені Івана Огієнка. Крім того, за сумісництвом з лютого 2002 р. працював асистентом, з лютого 2006 р. – старшим викладачем. З квітня 2007 р. – доцент кафедри історії України Кам’янець-Подільського національного університету імені Івана Огієнка. З вересня 2012 р. за сумісництвом обійняв посаду доцента Кам’янець-Подільської філії Національного університету Державної податкової служби України, а з лютого 2013 р. – викладача Кам’янець-Подільського відділення Київського фінансово-економічного коледжу НУДПС України. У листопаді 2014 р. – жовтні 2017 р. навчався у докторанті кафедри історії України Кам’янець-Подільського національного університету імені Івана Огієнка. З 2015 р. О.Б.Комарніцький забезпечує викладання навчальних дисциплін гуманітарного профілю у Подільському спеціальному навчально-реабілітаційному соціально-економічному коледжі. Тривалий час був головою Кам’янець-Подільської міської організації спілки краєзнавців. З травня 2019 р. – заступник декана історичного факультету з науково-дослідної роботи та інформатизації освітнього процесу. У тому ж році О. Б. Комарніцького обрали членом науково-методичної комісії сектора вищої освіти Науково-методичної ради Міністерства освіти і науки України. У 2019 р. вченого обрали академіком Національної академії вищої освіти України, а в 2020 р. – вченим секретарем відділу історії НАНВО України. У 2024 р. О.Б.Комарніцького включено до реєстру експертів з акредитації освітніх програм зі спеціальності 032 Історія та археологія.
Член Національної спілки журналістів України та Національної спілки краєзнавців України. 
Наукові інтереси пов’язані з тематикою Української революції 1917-1920 рр., зокрема містечок Правобережної України, історією Кам’янця-Подільського, життям українського студентства у 20-30-х рр. ХХ ст., бібліотечної справи Подільської губернії у другій половині XIX – на початку XX ст. Учасник понад 150 міжнародних, всеукраїнських, регіональних, вузівських наукових конференцій. У 2005 р. успішно захистив дисертацію на здобуття наукового ступеня кандидата історичних наук. У 2018 р. відбувся захист дисертації на здобуття наукового ступеня доктора історичних наук. Член редколегії (відповідальний секретар) фахового наукового збірника «Освіта, наука і культура на Поділлі». Стипендіат стипендії Кабінету Міністрів України для молодих вчених. Лауреат наукової премії академіка Іона Винокура, обласного конкурсу закінчених науково-дослідних робіт у номінації «Підручники і монографії».
Під його керівництвом два аспіранти захистили кандидатські дисертації (В. Пагор та В. Покалюк).

## Нагороди
Нагороджений цінним подарунком Верховної Ради України, Грамотами Інституту історії України НАН України, Національної спілки краєзнавців України, Почесними грамотами Хмельницької обласної ради, Кам’янець-Подільської міської ради, управлінь освіти і науки управління культури, туризму і курортів Хмельницької обласної державної адміністрації, ради директорів вищих навчальних закладів І-ІІ рівнів акредитації Хмельницької області, Хмельницької обласної організації Національної спілки краєзнавців України, ректорату Кам’янець-Подільського національного університету імені Івана Огієнка, відзнакою «За вагомий внесок у розвиток освіти і науки в Кам’янець-Подільському університеті», подякою Хмельницького обласного благодійного фонду «Хесед-Бешт». Стипендіат стипендії Кабінету Міністрів України для молодих вчених. Лауреат премії академіка Іона Винокура. Переможець XIII обласного конкурсу науково-дослідних робіт  у номінації «Гуманітарні НДР» (2018 р.).

## Праці
Науковий доробок О.Б.Комарніцького становить близько 500 опублікованих наукових праць, серед яких 5 монографій, 38 книг, брошур, покажчиків, 5 навчальних посібників. Вибрані праці:
- Вища педагогічна освіта і наука України: історія, сьогодення та перспективи розвитку. Хмельницька область / [ред. рада: В.Г.Кремень (голова) та ін.; редкол. тому: О.М.Завальнюк (голова) та ін.]. Київ : Знання України, 2010. 447 с.
- Комарніцький О.Б. Містечка Волині та Київщини у добу Української революції 1917-1920 рр. : монограф. Кам’янець-Подільський : Аксіома, 2009. 312 с.
- Завальнюк О.М., Комарніцький О.Б. Подільські містечка в добу Української революції 1917-1920 рр. Кам’янець-Подільський : Абетка-Нова, 2005. 320 с.
- Від університету педагогічного до університету національного / В.С.Прокопчук, О.Б.Комарніцький. Кам’янець-Подільський: Кам’янець-Поділ. нац. ун-т ім. І.Огієнка, 2011. 680 с.
- Завальнюк О.М., Комарніцький О.Б. Кам’янець-Подільський національний університет імені Івана Огієнка у добу незалежної України. Кам’янець-Подільський: Аксіома, 2008. 768 с.
- Завальнюк О.М., Комарніцький О.Б. Кам’янець-Подільський: іст.-краєзн. нарис. Кам’янець-Подільський: Абетка-Нова, 2001. 120 с.
- Завальнюк О.М., Комарніцький О.Б., Стецюк В.Б. Минуле і сучасне Кам’янця-Подільського: політики, військові, підприємці, діячі освіти, науки, культури й медицини: іст. нариси. Кам’янець-Подільський: Аксіома, 2007. Вип.2. 452 с.
- Комарніцький О.Б. Історія України (ХХ ст. – 2014 р.): навч. посіб. для студ. вищ. навч. закл. України I-ІІ рівн. акредит. Кам’янець-Подільський : ПП «Медобори-2006», 328 с.
- Комарніцький О. Б. Студенти-педагоги у модернізації вищої освіти радянської України у 1920-1930-х рр.: монографія / наук. ред. – проф. О. М. Завальнюк. Кам’янець-Подільський: ТОВ "Друкарня Рута", 2017. 984 с.